# (13687) 1997 RB7
1997 أر بي 7 (ويعرف أيضًا باسم (13687) 1997 أر بي 7 وفق تسمية الكوكب الصغير) (بالإنجليزية: 1997 RB7)‏ هو كويكب ضمن حزام الكويكبات؛ وترتيبه 13687 من حيث الاكتشاف.
اكتُشف هذا الجُرم الفلكي بواسطة Stephen P. Laurie ‏ في 7 سبتمبر 1997.

## وصلات خارجية
- (13687) 1997 RB7 في قاعدة بيانات مختبر الدفع النفاث لأجرام النظام الشمسي الصغيرة

- الاكتشاف · مخطط المدار ·  العناصر المدارية · المعلمات المادية

- (13687) 1997 RB7 على موقع ويكي سكاي: DSS2, SDSS, GALEX, IRAS, Hydrogen α, X-Ray, Astrophoto, Sky Map, Articles and images